# Toho Junior College of Music
Toho Junior College of Music (jap. 東邦音楽短期大学 Tōhō Ongaku Tanki Daigaku) – japoński prywatny community college w Bunkyō, specjalizujący się w dziedzinie muzyki.
Uczelnia została założona w kwietniu 1951 roku na bazie zreorganizowanej szkoły Mimuroto Gakuen. 1 kwietnia 2008 roku uczelnia uzyskała akredytację Japan Institution for Higher Education Evaluation.